# Schloss-Straßen-Center
Das Schloss-Straßen-Center (Kurzform: SSC) ist ein Einkaufszentrum im Berliner Ortsteil Friedenau, direkt an der Grenze zum Ortsteil Steglitz an der Ecke Bundesallee und Bornstraße am Walther-Schreiber-Platz. Das SSC befindet sich nördlich neben dem Forum Steglitz und ist mit einer Verkaufsfläche von 16.200 m² das kleinste der vier Shoppingcenter im Bereich der Schloßstraße.

## Namensgebung
Der Name des Einkaufszentrums verweist auf die Lage des Gebäudes am Eingang der namensgebenden Schloßstraße, obwohl diese genau genommen erst auf der gegenüberliegenden Seite der Bornstraße auf Höhe des Forum Steglitz im Ortsteil Steglitz beginnt. Im Gegensatz zum Straßennamen Schloßstraße, der als Eigenname und aus Traditionsgründen nicht an die neue deutsche Rechtschreibung angepasst wurde, wurde beim Center-Namen der neuen Schreibweise gefolgt, jedoch zusätzlich der regelwidrige Bindestrich eingefügt; korrekt wäre Schlossstraßen-Center.

## Geschichte des Grundstücks
Im Jahr 1905 wurde am südlichen Ende der damaligen Kaiserallee (heute: Bundesallee) zwischen der Lefèvre- und der Bornstraße ein Häuserblock mit großen teuren Wohnungen sowie Arzt- und Anwaltspraxen errichtet. Im Erdgeschoss befanden sich viele kleine Läden, wie das Seifengeschäft Losch, ein Milch- und ein Papierwarengeschäft, eine Eisdiele, die Thalia-Lichtspiele, das Fachgeschäft für Technische Spielwaren Steinke und das Postamt Berlin-Friedenau 3 (Bornstraße 1). Dieser Häuserblock brannte 1942 nach einem Luftangriff im Zweiten Weltkrieg aus.
Auf dem Grundstück wurde 1953 das Kaufhaus Held vom Architekten Paul Schwebes in zeittypischer Gestaltung erbaut sowie zwischen 1959 und 1965 mehrfach erweitert. Im Zentrum des Gebäudes befand sich eine große ovale Treppenanlage, die alle Vollgeschosse verband. Das Eckgrundstück Bundesallee/Lefèvrestraße (Bundesallee 96) erhielt ein schlichtes Wohngebäude im Baustil der 1950er Jahre, dort war nun im Erdgeschoss das Zweigpostamt Berlin-Friedenau 3 untergebracht.
Im Jahr 1971 wurde unmittelbar vor dem Kaufhausgrundstück mit dem U-Bahnhof Walther-Schreiber-Platz der damalige Endpunkt der U-Bahn-Linie 9  in Betrieb genommen. 1973 wurde das Kaufhaus Held an die Hertie Waren- und Kaufhaus GmbH verkauft und fortan unter dem Namen Hertie betrieben. In den 1990er Jahren wurde das Zweigpostamt Berlin 411 geschlossen, die Räume wurden anschließend nicht mehr genutzt.
Nachdem der Karstadt-Konzern 1994 die Hertie-Kaufhäuser übernommen hatte, besaß dieser Konzern mit Karstadt, Wertheim und Hertie nun drei Warenhausstandorte im Bereich der Steglitzer Schloßstraße, zusätzlich existierte noch die Filiale Karstadt Sport im Forum Steglitz. Im Hertie-Kaufhaus wurden Warensortiment und Personal schrittweise reduziert, um die Käufer zu den beiden anderen Häusern zu lenken. Zum Schluss wurde nur noch die Verkaufsfläche im Erdgeschoss zum Verkauf von Aktionsware und Restbeständen zwischenzeitlich genutzt.
Am 22. Februar 2003 wurde das alte Kaufhaus endgültig geschlossen.

## Planung und Bau des SSC
Der Abriss des alten Kaufhauses begann im Juni 2005. Zur Erweiterung der Grundfläche wurden zusätzlich neben dem eigentlichen Kaufhaus das Eckwohngebäude Bundesallee 96 mit dem ehemaligen Postamt sowie das angrenzende viergeschossige Wohngebäude Lefèvrestraße 29 aus der Zeit um 1905–1910 abgerissen, um Parkhauszufahrten bauen zu können. Die zum Teil langjährigen Mieter der Wohnungen wurden 2004 über den geplanten Abriss der Häuser informiert.
Bestandteil des Projektes war eine Veränderung der Baufluchtlinien im Platzbereich zur weiteren Vergrößerung der Grundfläche. Dies war nach der Aufgabe der alten noch von der Straßenbahn stammenden Bus-Endhaltestelle in Mittellage vor dem Forum Steglitz und der Querschnittsreduzierung der Schloßstraße möglich.
Das Bauprojekt wurde von den Einzelhändlern und Gewerbetreibenden in der Rheinstraße mit Sorge betrachtet, weil ein weiterer Kaufkraftabfluss in die großen Häuser befürchtet wurde.
Bereits Mitte Juni 2005 folgte der erste Spatenstich für den Neubau des Einkaufszentrums; allerdings waren die Inhalte der Baugenehmigung streitig. Im August 2005 begann die Bürgerbeteiligung zum Bebauungsplan XI-1-1 zur planungsrechtlichen Festlegung der Nutzung der betroffenen Flächen. Der Neubau wurde schließlich im Frühjahr 2007 fertiggestellt.
Zeitgleich mit dem Neubau des SSC-Gebäudes wurde in der Bundesallee eine Bus-Endhaltestelle mit Wendemöglichkeit für Gelenkbusse eingerichtet. Derzeit enden zwei Buslinien direkt vor dem Gebäude. Außerdem wurde der Eingang zur U-Bahn umgestaltet, dabei erhielt das Einkaufszentrum eine direkte Verbindung vom Tiefgeschoss zur Verteilerebene der U-Bahn. Dem Einkaufszentrum ist ein Parkhaus mit 365 Stellplätzen angeschlossen.
Das neue SSC-Gebäude besaß zunächst einen offenen Lichthof. Die Decken des Erdgeschosses sowie der darüberliegenden galerieartig gestalteten Geschosse waren in der Mitte geöffnet und erlaubten einen freien Blick bis in das Tiefgeschoss. Zur Vorbereitung der Primark-Ansiedlung wurde 2011 bis 2012 die nutzbare Verkaufsfläche durch Schließung der Geschossdecken im Innenraum vergrößert.

## Geschäfte im SSC

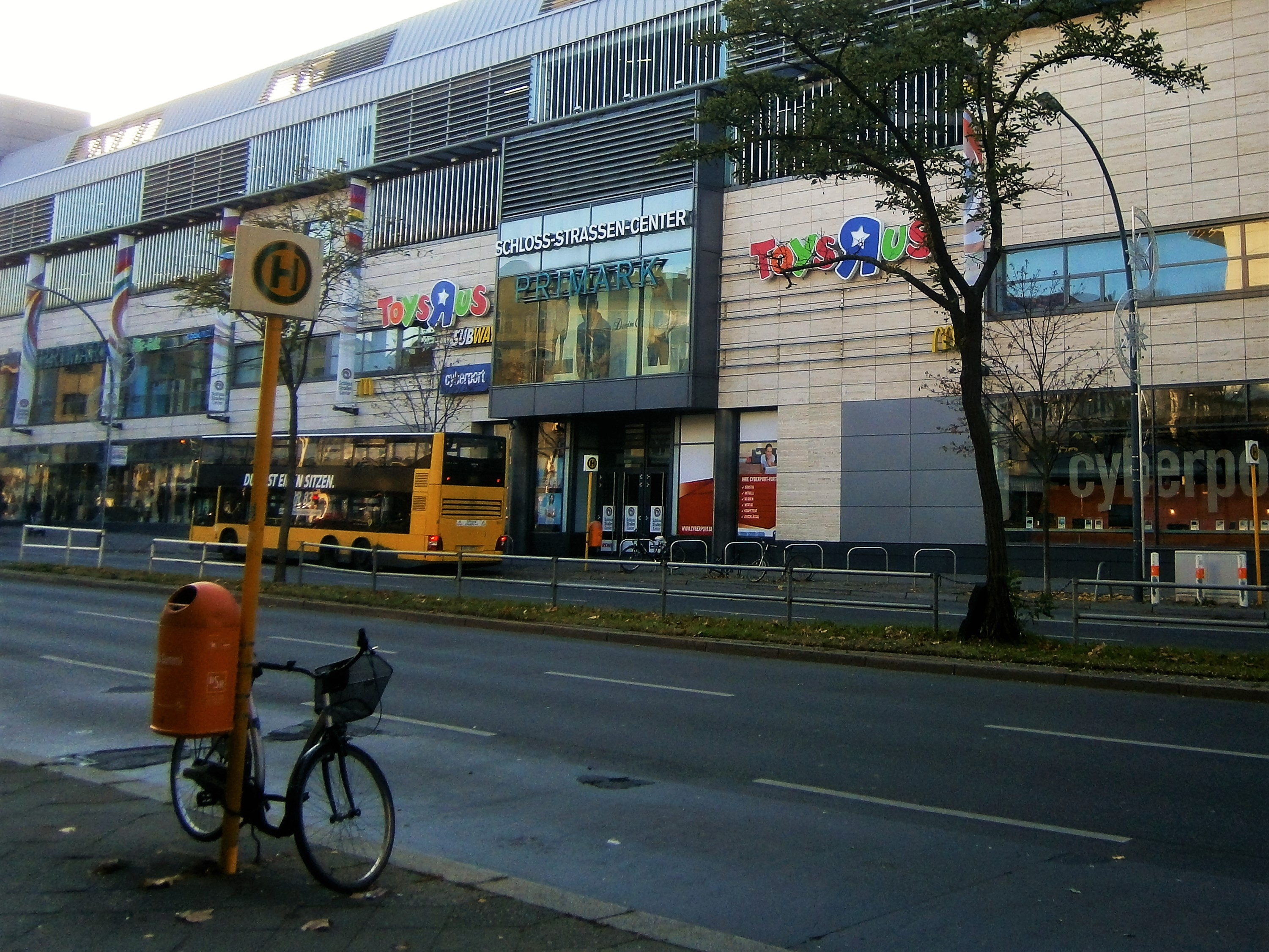
Blick von der östlichen Straßenseite, 2016

Das am 29. März 2007 eröffnete Einkaufszentrum, das als „Shop-in-Shop“-System konzipiert wurde, beherbergte bis zum Sommer 2011 auf vier Ebenen rund 50 Fachgeschäfte, Dienstleistungseinrichtungen und gastronomische Betriebe, darunter Einzelhandelsketten wie Zara, Cyberport und Toys “Я” Us.
In den ersten Jahren konnten nicht alle Ladengeschäfte vermietet werden, zudem erfüllte der Käuferbesuch nicht die Erwartungen. Eine häufige Fluktuation war zu beobachten.
Im Jahr 2011 zogen viele Geschäfte aus dem Gebäude aus, um in das rund 200 Meter entfernte Einkaufscenter Boulevard Berlin an der Schloß-/Treitschkestraße zu wechseln, das am 4. April 2012 eröffnete. Das Schloss-Straßen-Center wurde umgebaut, blieb aber während des Umbaus geöffnet mit Cyberport, Acom, BackWerk und Toys “Я” Us im 1. Obergeschoss.
Im Juli 2012 wurde auf 5.400 m² die erste Berlin-Filiale der irischen Modekette Primark eröffnet. Bei der Eröffnung kam es, begleitet von ca. 100 Journalisten, zu einem Ansturm von rund 1000 meist jungen Frauen.
Im März 2022 teilte der Discounter mit, dass der Mietvertrag in der Schloßstraße nicht verlängern werde. Die tatsächliche Schließung erfolgte zum 18. März 2023 bereits vorfristig.
Die Primark-Verkaufsflächen befanden sich im Erdgeschoss und im ersten Obergeschoss jeweils im Mittelbereich zwischen den Treppenbereichen. Im Erdgeschoss wurde auf einer größeren Fläche zusätzlich Unterhaltungselektronik angeboten, im ersten Obergeschoss nutzt ein Spielwarenanbieter die anschließende größere Fläche.
Im Tiefgeschoss sind ein Rewe-Supermarkt und einige kleinere Ladengeschäfte angeordnet, darunter unterschiedliche Gastronomie-Angebote.
Im zweiten Obergeschoss ist auf 1.500 m² ein Fitnessstudio ansässig.

## Betrieb
Das SSC wird von der CMde Centermanager und Immobilien GmbH & Co. KG betrieben. Die HSH Nordbank stellte für die Bestandsfinanzierung eine Summe von 72 Millionen Euro zur Verfügung.
Am 28. Februar 2024 wurde vom Amtsgericht Charlottenburg das Insolvenzverfahren eröffnet.